# Albert Kalonji
Albert Kalonji (ur. 6 czerwca 1929, zm. 20 kwietnia 2015) – kongijski polityk, najbardziej znany z przeprowadzenia krótkotrwałej secesji prowincji Kasai Południowego, która miała miejsce podczas tzw. kryzysu kongijskiego. Kolonji, lider ludu Luba (Baliba), był jednym z przywódców (wspólnie z Josephem Ileo) z umiarkowanej frakcji ugrupowania politycznego późniejszego premiera Konga – Patrice’a Lumumby.
W ciągu kilku dni od uzyskania niezależności od Belgii, nowy kraj (który w tym czasie został ogłoszony Republiką Konga), pogrążył się w anarchii; wykorzystując ten stan rzeczy przywódca jednej z południowych prowincji – Katangi – Moïse Tshombe, ogłosił, że „odłączamy się od chaosu” i 11 lipca 1960 proklamował niepodległość Republiki Katangi. Kalonji, częściowo umotywowany przez plemienne rywalizacje, poszedł za przykładem i niedługo potem proklamował niepodległość bogatej w diamenty prowincji Południowe Kasai. 8 sierpnia 1960, nadał sobie tytuł Chef Suprême du Peuple Muluba et Protecteur Incontesté des Tribus Associées à (fr.: Najwyższy Wódz Ludu Muluba i Obrońca powiązanych Plemion).
Podczas swego krótkiego urzędowania, Kalonji wykazywał jawną niechęć do Lumumby, głównie z powodu masakry tysięcy ludzi z plemienia Luba, za którą Kalonji obarczył winą rząd centralny; z tego też powodu zwracał się (bez powodzenia) z prośbą o amerykańską pomoc w obaleniu premiera Patrice’a Lumumby.
12 kwietnia 1961 ojcu Kalonji został przyznany tytuł Mulopwe (który tłumaczy się jako „cesarz” albo „bóg-król”), ale on natychmiast zrzekł się tytułu na rzecz syna. 16 lipca Kalonji odrzucił status członka rodziny królewskiej, ale zachował tytuł Mulopwe i zmienił swoje imię i nazwisko na Albert I Kalonji Ditunga.
Rządy Kalonji'ego okazały się krótkotrwałe; po czteromiesięcznej kampanii wojennej wojsko rządu centralnego zdobyło Południowe Kasai i 30 grudnia 1961 Kalonji został aresztowany. Niedługo potem udało mu się uciec; zorganizowany przez niego tymczasowy rząd utrzymał się do października 1962 r.
W 1965 r. Mobutu Sese Seko (poprzednio: Joseph-Désiré Mobutu) przeprowadził zamach stanu; po tym wydarzeniu Południowe Kasai zostało podzielone na dwa regiony; co częściowo osłabiło tendencje secesjonistyczne.
Kalonji do końca życia posiadał tytuł Souverain Possesseur des Terres occupées par les Balubas (Monarcha i Właściciel Ziemi Baluba).
Jest autorem notatek służbowych: Ma lutte, au Kasai, pour la Verite au service de la Justice (opublikowana 1964) i Congo 1960. La Sécession du Sud-Kasaï. La vérité du Mulopwe (opublikowana 2005).